# ویسکی کانادایی

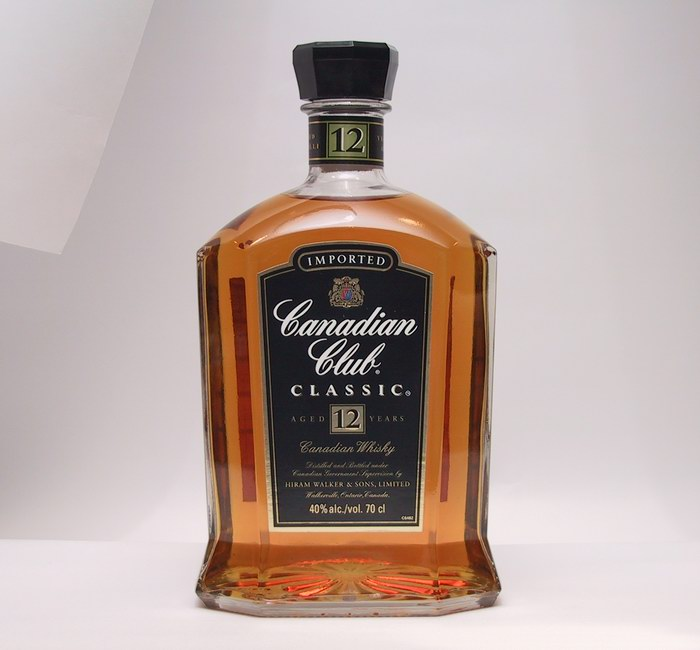
یک بطری ویسکی کانادایی

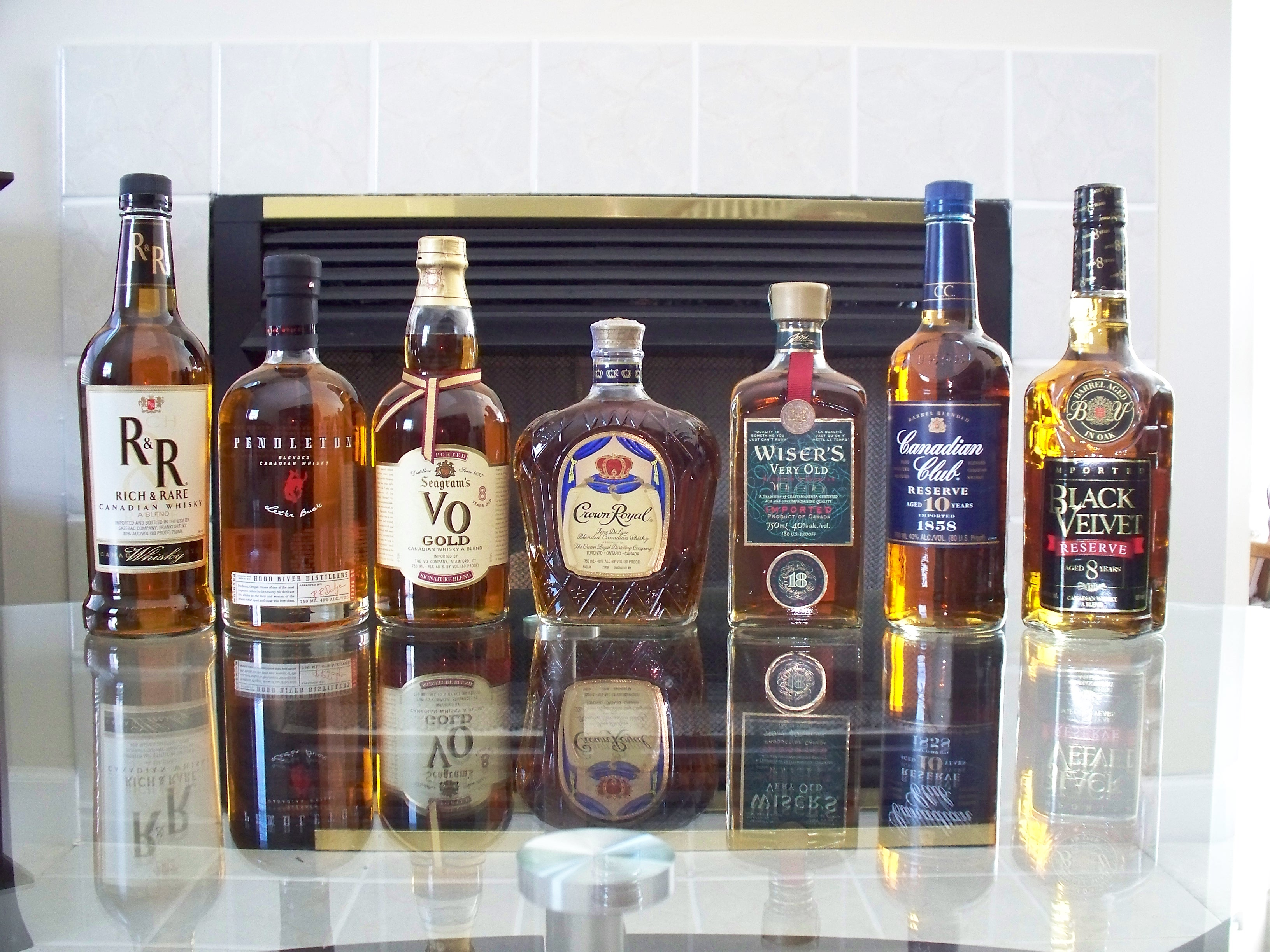
چند بطری ویسکی کانادایی

ویسکی کانادایی (به انگلیسی: Canadian whisky) نوعی ویسکی است که در کشور کانادا درست می‌شود. این ویسکی معمولاً به صورت ویسکی مخلوط درست می‌شود.